# IRB Junior World Rugby Trophy 2011
Die IRB Junior World Rugby Trophy 2011 war die vierte Ausgabe des gleichnamigen Wettbewerbs in der Sportart Rugby Union, der als Qualifikation zur Juniorenweltmeisterschaft dient. Die Veranstaltung fand vom 24. Mai bis zum 5. Juni 2011 in Georgien statt. Den Wettbewerb entschied Samoa für sich.
Unmittelbar danach fand in Italien die Juniorenweltmeisterschaft 2011 für höher eingestufte Mannschaften statt.

## Austragungsorte
Sämtliche Spiele wurden in Tiflis ausgetragen, und zwar im Awtschala-Stadion oder im Schewardeni-Stadion.

## Teilnehmer
Acht Mannschaften nahmen am Turnier teil. Automatisch qualifiziert waren Gastgeber Georgien und Samoa, der Letztplatzierte der Juniorenweltmeisterschaft 2010. Weitere sechs Länder qualifizierten sich über kontinentale Meisterschaften in Afrika, Asien, Europa, Nordamerika, Ozeanien und Südamerika.
| Land     | Qualifiziert als            |
| -------- | --------------------------- |
| Georgien | Gastgeber                   |
| Japan    | Junioren-Asienmeister       |
| Kanada   | Junioren-Nordamerikameister |
| Russland | Junioren-Europameister      |
| Samoa    | Absteiger JWM 2010          |
| Simbabwe | Junioren-Afrikameister      |
| Uruguay  | Junioren-Südamerikameister  |
| USA      |                             |

## Vorrunde
Modus:
- 4 Punkte bei einem Sieg
- 2 Punkte bei einem Unentschieden
- 1 Bonuspunkt für vier oder mehr Versuche, unabhängig vom Endstand
- 1 Bonuspunkt bei einer Niederlage mit sieben oder weniger Spielpunkten Unterschied

### Gruppe A
|    | Land     | Spiele | Siege | Unent. | Ndlg. | Spiel- punkte | Diff. | Bonus- punkte | Tabellen- punkte |
| -- | -------- | ------ | ----- | ------ | ----- | ------------- | ----- | ------------- | ---------------- |
| 1. | Samoa    | 3      | 3     | 0      | 0     | 135:31        | + 104 | 3             | 15               |
| 2. | Uruguay  | 3      | 2     | 0      | 1     | 72:47         | + 25  | 1             | 9                |
| 3. | Russland | 3      | 1     | 0      | 2     | 61:119        | − 58  | 1             | 5                |
| 4. | USA      | 3      | 0     | 0      | 3     | 52:123        | − 71  | 2             | 2                |

| 24. Mai 2011 14:00 GET | Samoa          | 48 : 11 | USA | Awtschala-Stadion, Tiflis Schiedsrichter: Radu Petrescu (Rumänien) |
| 24. Mai 2011 14:00 GET | (24:6) Bericht |         |     | Awtschala-Stadion, Tiflis Schiedsrichter: Radu Petrescu (Rumänien) |

| 24. Mai 2011 16:00 GET | Russland       | 5 : 33 | Uruguay | Awtschala-Stadion, Tiflis Schiedsrichter: Taizō Hirabayashi (Japan) |
| 24. Mai 2011 16:00 GET | (0:23) Bericht |        |         | Awtschala-Stadion, Tiflis Schiedsrichter: Taizō Hirabayashi (Japan) |

| 28. Mai 2011 14:00 GET | Samoa          | 37 : 6 | Uruguay | Schewardeni-Stadion, Tiflis Schiedsrichter: Taizō Hirabayashi (Japan) |
| 28. Mai 2011 14:00 GET | (20:3) Bericht |        |         | Schewardeni-Stadion, Tiflis Schiedsrichter: Taizō Hirabayashi (Japan) |

| 28. Mai 2011 16:00 GET | Russland        | 42 : 36 | USA | Awtschala-Stadion, Tiflis Schiedsrichter: Tui Komiti (Samoa) |
| 28. Mai 2011 16:00 GET | (20:10) Bericht |         |     | Awtschala-Stadion, Tiflis Schiedsrichter: Tui Komiti (Samoa) |

| 1. Juni 2011 14:00 GET | Uruguay        | 33 : 5 | USA | Awtschala-Stadion, Tiflis Schiedsrichter: Tui Komiti (Samoa) |
| 1. Juni 2011 14:00 GET | (19:5) Bericht |        |     | Awtschala-Stadion, Tiflis Schiedsrichter: Tui Komiti (Samoa) |

| 1. Juni 2011 16:00 GET | Samoa          | 50 : 14 | Russland | Awtschala-Stadion, Tiflis Schiedsrichter: Radu Petrescu (Rumänien) |
| 1. Juni 2011 16:00 GET | (18:7) Bericht |         |          | Awtschala-Stadion, Tiflis Schiedsrichter: Radu Petrescu (Rumänien) |

### Gruppe B
|    | Land     | Spiele | Siege | Unent. | Ndlg. | Spiel- punkte | Diff. | Bonus- punkte | Tabellen- punkte |
| -- | -------- | ------ | ----- | ------ | ----- | ------------- | ----- | ------------- | ---------------- |
| 1. | Japan    | 3      | 3     | 0      | 0     | 96:53         | + 43  | 3             | 15               |
| 2. | Georgien | 3      | 2     | 0      | 1     | 102:57        | + 45  | 2             | 10               |
| 3. | Kanada   | 3      | 1     | 0      | 2     | 73:91         | − 18  | 1             | 5                |
| 4. | Simbabwe | 3      | 0     | 0      | 3     | 66:136        | − 70  | 0             | 0                |

| 24. Mai 2011 14:00 GET | Japan          | 37 : 24 | Simbabwe | Schewardeni-Stadion, Tiflis Schiedsrichter: Tim Luscombe (USA) |
| 24. Mai 2011 14:00 GET | (23:3) Bericht |         |          | Schewardeni-Stadion, Tiflis Schiedsrichter: Tim Luscombe (USA) |

| 24. Mai 2011 18:00 GET | Georgien       | 38 : 9 | Kanada | Awtschala-Stadion, Tiflis Schiedsrichter: Tui Komiti (Samoa) |
| 24. Mai 2011 18:00 GET | (12:3) Bericht |        |        | Awtschala-Stadion, Tiflis Schiedsrichter: Tui Komiti (Samoa) |

| 28. Mai 2011 14:00 GET | Japan           | 30 : 15 | Kanada | Awtschala-Stadion, Tiflis Schiedsrichter: Tim Luscombe (USA) |
| 28. Mai 2011 14:00 GET | (17:10) Bericht |         |        | Awtschala-Stadion, Tiflis Schiedsrichter: Tim Luscombe (USA) |

| 28. Mai 2011 18:00 GET | Georgien        | 50 : 19 | Simbabwe | Awtschala-Stadion, Tiflis Schiedsrichter: Joaquin Montes (Uruguay) |
| 28. Mai 2011 18:00 GET | (21:14) Bericht |         |          | Awtschala-Stadion, Tiflis Schiedsrichter: Joaquin Montes (Uruguay) |

| 1. Juni 2011 14:00 GET | Kanada        | 49 : 23 | Simbabwe | Schewardeni-Stadion, Tiflis Schiedsrichter: Taizō Hirabayashi (Japan) |
| 1. Juni 2011 14:00 GET | (7:8) Bericht |         |          | Schewardeni-Stadion, Tiflis Schiedsrichter: Taizō Hirabayashi (Japan) |

| 1. Juni 2011 18:00 GET | Georgien       | 14 : 29 | Japan | Awtschala-Stadion, Tiflis Schiedsrichter: Joaquin Montes (Uruguay) |
| 1. Juni 2011 18:00 GET | (9:14) Bericht |         |       | Awtschala-Stadion, Tiflis Schiedsrichter: Joaquin Montes (Uruguay) |

## Finalrunde

### Spiel um Platz 7
| 5. Juni 2011 13:30 GET | USA             | 30 : 29 | Simbabwe | Schewardeni-Stadion, Tiflis Schiedsrichter: Radu Petrescu (Rumänien) |
| 5. Juni 2011 13:30 GET | (15:14) Bericht |         |          | Schewardeni-Stadion, Tiflis Schiedsrichter: Radu Petrescu (Rumänien) |

### Spiel um Platz 5
| 5. Juni 2011 13:30 GET | Russland       | 24 : 49 | Japan | Awtschala-Stadion, Tiflis Schiedsrichter: Tim Luscombe (USA) |
| 5. Juni 2011 13:30 GET | (7:41) Bericht |         |       | Awtschala-Stadion, Tiflis Schiedsrichter: Tim Luscombe (USA) |

### Spiel um Platz 3
| 5. Juni 2011 15:45 GET | Uruguay        | 15 : 20 | Georgien | Awtschala-Stadion, Tiflis Schiedsrichter: Taizō Hirabayashi (Japan) |
| 5. Juni 2011 15:45 GET | (6:20) Bericht |         |          | Awtschala-Stadion, Tiflis Schiedsrichter: Taizō Hirabayashi (Japan) |

### Finale
| 5. Juni 2011 18:00 GET | Samoa           | 31 : 24 | Japan | Awtschala-Stadion, Tiflis Schiedsrichter: Joaquin Montes (Uruguay) |
| 5. Juni 2011 18:00 GET | (19:17) Bericht |         |       | Awtschala-Stadion, Tiflis Schiedsrichter: Joaquin Montes (Uruguay) |

## Schlussplatzierungen
| Platz | Land               |
| ----- | ------------------ |
| 01    | Samoa              |
| 02    | Japan              |
| 03    | Georgien           |
| 04    | Uruguay            |
| 05    | Japan              |
| 06    | Russland           |
| 07    | Vereinigte Staaten |
| 08    | Simbabwe           |

Samoa gewann das Turnier und nahm 2012 an der Juniorenweltmeisterschaft teil.